# Campanopsis adriaticus
Campanopsis adriaticus är en nässeldjursart som först beskrevs av Hadzi 1915.  Campanopsis adriaticus ingår i släktet Campanopsis och familjen Eirenidae. Inga underarter finns listade i Catalogue of Life.